# Pacarana
A pacarana (Dinomys branickii) é o único representante vivo da família de roedores sul-americanos Dinomydae e o terceiro maior roedor do mundo. O nome pacarana origina-se da língua tupi e significa "falsa paca" ou "similar a uma paca" (de paka, paca, e o sufixo -rana, semelhante a). Tal nome é proveniente da similaridade deste animal com a paca, tanto em tamanho quanto no padrão de coloração dos pelos. A pacarana, porém, possui um corpo mais robusto do que a paca. O animal ocorre no noroeste da Venezuela e Colômbia até o ocidente da Bolívia (Walker’s Mammals), em planaltos; no Brasil ocorre no Acre e oeste do Amazonas (Mamíferos do Brasil). Ela habita em um intervalo de elevação de 240 2.000m.A espécie foi descoberta apenas em 1873 e sempre foi considerada rara e por algumas vezes pensou-se que estava extinta. O número de indivíduos em cativeiro vem crescendo consideravelmente, porém, infelizmente, o número de populações silvestres vem decaindo devido a destruição de seu habitat e sua caça excessiva para consumo.

## Características
Roedor de grande tamanho que apresenta o corpo robusto e largo, pernas curtas e grossas, bem como seu pescoço. O comprimento do corpo varia de 730 mm a 790 mm e sua cauda chega a até 200mm, seu peso varia de 10000 g a 15000 g. A parte dorsal do corpo e as pernas variam de preto a marrom escuro, com partes da pelagem brancas. Apresentam também duas faixas descontínuas de cor branca que nascem atrás dos ombros e duas ou mais linhas escuras em cada lado. Em indivíduos mais velhos estes pontos brancos são mais abundantes e visíveis. Sua cabeça em geral é larga, grande, com pele cinzenta intercalado com preto. Seu focinho é rude, suas vibrissas são longas e duras, as orelhas são pequenas e arredondadas; o lábio superior está claramente fissurado, sua cauda é grossa, medindo um quarto do comprimento da cabeça e do corpo. Possui quatro dedos e membranas interdigitais, as fêmeas têm quatro pares de mamas. Sua fórmula dental é I 1/1, C 0/0, P 1/1, M 3/3 para um total de 20 dentes.

## Evolução
Atualmente, a família Dinomydae é considerada um grupo irmão de cutias, pacas, capivaras, preas e porquinhos-da-índia, formando a superfamília Cavioidea. Análises cerebrais mostram também certa relação entre a pacarana e outros indivíduos como o ouriço-cacheiro, chinchila, etc; sendo agrupados então na pavordem Caviomorpha.
A família Dinomydae era composta anteriormente por uma diversidade de espécies e gêneros, que habitavam na América do Sul. A família descende de um ancestral roedor caviomorpho que veio da África para a América do Sul a 40 milhões de anos atrás. Quando chegaram, encontraram diversos nichos ecológicos não preenchidos ou ineficientemente preenchidos, o que permitiu a diversificação do grupo. Tamanha foi a diversificação do grupo que surgiram espécies que pesavam 1 tonelada, como é o caso do Josephoartigasia monesi. Todavia, com a conexão das Américas, os “grandes ratos” não sobreviveram a competição ou a predação oferecida pelas novas espécies.

## Uso do habitat
Pacaranas usam unidades de paisagem de aproximadamente 3,14 km2 com 20% ou menos de floresta no local. Numa pequena escala, pacaranas geralmente ocupam grandes fragmentos de floresta, com média de 12 hectares, todavia elas também são presentes em fragmentos tão pequenos quanto 5 hectares, independentemente de suas distâncias em relação a floresta contínua. Pacaranas encontradas em fragmentos são provavelmente mais vulneráveis a caça e podem indicar um declínio populacional no local.
Grupos de pacarana usam tocas constituídas de 1 a 8 cavernas, com 2 a 100 metros de distância cada uma; as cavernas possuem uma ou múltiplas entradas. Latrinas podem ser localizadas 26 a 60 metros de distância das tocas ativas, enquanto as áreas de forrageamento ficam 10 a 150 metros de distância. Tocas, latrinas e áreas de forrageamento são conectadas por um sistema de caminhos subterrâneos.
Apresentam uma preferência em viver ao longo de margens de rios, onde geralmente há a ocorrência de afloramentos rochosos com cavernas; assim sendo, a associação de pacaranas com as margens pode ser, na verdade, ditada pela presença de tocas e áreas de alimentação do que pela própria margem em si. Não fazem ninhos e frequentemente mudam suas tocas e latrinas. Sendo assim, a disponibilidade de tocas é provavelmente um grande fator limitante na distribuição e abundância da pacarana.
A média de tamanho da área de vida é de 2,45 ha. Considerando a elevada biomassa representada pelos grupos de pacarana, a área de vida é relativamente pequena, provavelmente devido a necessidade em retornar para uma toca constantemente.

## Hábito alimentar
A pacarana é um animal com uma dieta variada, alimentam-se preferencialmente de folhas e caules, porém também podem comer em menores proporções brotos, flores, frutos e casca de algumas árvores.
Por ser um animal de andar lento (1,04 km/h), a pacarana não se move muitas distâncias durante seu período de atividade noturna e, consequentemente, não investe muito tempo na procura por comida, todavia, devido a sua alta dieta variada e herbívora, pacaranas podem achar recursos alimentares suficientes em uma área relativamente pequena. Quando a comida se esgota, elas se mudam para uma área diferente. Ao se alimentar, sentam-se sobre as patas posteriores e analisam com muita destreza o alimento antes de consumi-lo.

## Comportamento
São animais noturnos e de comportamento dócil e, embora o nome de seu gênero signifique "rato terrível" a pacarana utiliza a agressividade apenas como última opção.
Indivíduos selvagens utilizam fendas naturais como forma de abrigo e alargam tais fendas cavando com suas fortes garras, porém espécimes em cativeiro não apresentam tal comportamento de cavar. Pacaranas em cativeiro comumente usam suas garras para habilmente escalar árvores e demonstram preferência de dormir em locais elevados.
A pacarana vive em grupo, composto por 4 ou 5 indivíduos: um macho, uma fêmea e dois ou três juvenis. Ao entardecer (18:30h), o maior indivíduo (provavelmente o macho) emerge parcialmente da caverna, emitindo grunhidos suaves e estalando os dentes, e volta logo em seguida. Dois minutos depois, o macho re-emerge, seguido pelo resto do grupo, e partem para uma área de alimentação por meio de uma trilha. Indivíduos voltam para dentro da toca independentemente, entre 22:00 e 23:00 horas.
A fêmea define o local de novas latrinas, sugerindo que é o eixo da estrutura social nesta espécie.

## Reprodução
A gestação pode durar entre 222 e 280 dias. Geralmente nascem dois descendentes, e os filhotes nascem com média de 900 g.

## Ecologia
Devido ao seu hábito alimentar a pacarana atua um importante papel ecológico como um dispersor de sementes, que, ao passar por seu trato digestório, não são digeridas. As sementes também podem grudar em seu pelo e eventualmente caírem no solo para germinarem. São consumidores oportunistas e devido a grande variedade de alimentos que ingere podem atuar como reguladora de crescimento excessivo de algumas plantas

## Estado de conservação
De acordo com a Lista Vermelha da IUCN (2011), esta espécie está classificada na categoria "vulnerável".

## Métodos de conservação
A conservação da população de pacaranas em territórios rurais pode ser auxiliada através da proteção dos fragmentos de floresta com tocas adequadas. Apesar da conveniência em investir nos corredores selvagens estar sendo questionada, a proteção das faixas de florestas ao longo das margens de rios também favoreceria a conectividade das subpopulações de pacaranas. Abaixo de todas essas circunstâncias, a caça é uma ameaça mais séria que a disponibilidade de habitat em si.

## Popularidade
Recentemente um vídeo que mostra um roedor “tomando banho” fez enorme sucesso, virando inclusive meme nas redes sociais. Existem evidências que indicam que tal animal seja uma Pacarana, pois estes animais apresentam o comportamento de acariciar seus pelos para limpar-se e "penteá-los". Inclusive, os movimentos realizados durante o vídeo são bastante parecidos com os que o animal exerce ao praticar este hábito. Disponível em: www.youtube.com/watch?v=TMoCRgHkxw8. No vídeo citado o animal está repleto de espuma e se esfregando.  Especialistas dizem que o comportamento do animal  para retirar o excesso de sabão do corpo que estava incomodando-o. Outro vídeo bastante popular mostra o quão hábil este animal é na manipulação de seu alimento, onde o animal aparece degustando um alimento impróprio utilizando uma colher.